# Canton de Montpellier-8
Le canton de Montpellier 8 est une ancienne division administrative française située dans le département de l'Hérault, dans l'arrondissement de Montpellier, jusqu'au redécoupage des cantons en 2014.

## Composition
Il est composé des communes de :
| Nom                     | Code Insee | Intercommunalité                   | Population (dernière pop. légale)                |
| ----------------------- | ---------- | ---------------------------------- | ------------------------------------------------ |
| Montpellier (chef-lieu) | 34172      | Montpellier Méditerranée Métropole | Fraction : 24 190(2012) Commune : 275 318 (2014) |
| Lavérune                | 34134      | Montpellier Méditerranée Métropole | 2 824 (2014)                                     |
| Saint-Jean-de-Védas     | 34270      | Montpellier Méditerranée Métropole | 8 595 (2014)                                     |

Il inclut les quartiers de Montpellier suivants (24 190 habitants, 4.41 km2) :
- Val-de-Croze
- Bagatelle
- Montpellier-Village
- Les Bouisses
- Figuerolles
- Cité Gély
- Font Carrade
- Cité Paul Valéry
- Pas du Loup
- La Chamberte
- Estanove
- Ovalie

## Historique
Jusqu'en 1992, le canton de Montpellier-8 comprenait également les communes qui forment depuis le canton de Pignan. 
Depuis l'ordonnance n° 2009-935 du 29 juillet 2009, ratifiée par le Parlement français le 21 janvier 2010, il fait partie de la Première circonscription de l'Hérault. 

## Représentation
| Période | Période           | Identité           | Étiquette   | Qualité |
| ------- | ----------------- | ------------------ | ----------- | --- |
| 1973    | 1976              | Bernard Lapoche    | Radical     | Maire de Murviel-lès-Montpellier |
| 1976    | 1994              | Guy Couderc        | PS          | Maire de Pignan (1965-1983) |
| 1994    | 1995 (annulation) | Jean-Claude Gaujal | RPR         | Conseiller municipal de Montpellier |
| 1995    | 2015              | Jacques Atlan      | PS puis DVG | Conseiller municipal de Saint-Jean-de-Védas Vice-président du Conseil général Président d'Hérault Musique Danse Président de l'EPIC Domaine d'O |

## 2 photos du canton
|  |  |

## Démographie
| 1975 | 1982 | 1990   | 1999   | 2006   | 2011   | 2012   |
| ---- | ---- | ------ | ------ | ------ | ------ | ------ |
| -    | -    | 27 130 | 32 438 | 35 213 | 35 203 | 35 505 |